# Tibouchina hatschbachii
Tibouchina hatschbachii är en tvåhjärtbladig växtart som beskrevs av John Julius Wurdack. Tibouchina hatschbachii ingår i släktet Tibouchina och familjen Melastomataceae. Inga underarter finns listade i Catalogue of Life.